# SITEA INC
La SITEA INC es una bomba incendiaria de napalm de fabricación argentina, utilizada por los aviones de ataque FMA IA-58 Pucará.
Su mezcla está compuesta por nafta, látex y catalizador, utiliza dos espoletas M10 y un reforzador buster, haciendo a la bomba omnidireccional.

## Historia
Fueron utilizadas por los aviones FMA IA-58 Pucará en la Guerra de las Malvinas, en la Batalla de Pradera del Ganso fueron lanzadas sobre tropas británicas pero no lograron explotar.
Muchas bombas SITEA INC fueron capturadas e inspeccionadas por los ingenieros británicos cuando recuperaron el Aeródromo de Pradera del Ganso ('BAM Condor' por los argentinos).
Actualmente siguen en servicio con el Grupo 3 de Ataque, en la III Brigada Aérea.